# 서울장곡초등학교
서울장곡초등학교는 대한민국 서울특별시 성북구에 있는 공립 초등학교이다.

## 학교 연혁
- 1978년 3월 21일: 개교

## 참고 자료
- 서울장곡초등학교 - 한국교육학술정보원 학교알리미